# 代償植生
代償植生（だいしょうしょくせい）（Secondary Vegetation）とは、本来の自然植生の代償として、何らかの人為的干渉によって置き代わり、持続している植物群落。日本にある現在植生のほとんどが代償植生。反対に、人間の影響をまったく受けず、自然のままに生育する植生を自然植生という。
代償植生には、人工林や農耕地などで成立した植生を含み、人為的影響が減ると徐々に構成種が変化する。